# Neodoxomysis elongata
Neodoxomysis elongata är en kräftdjursart som beskrevs av Murano 1999. Neodoxomysis elongata ingår i släktet Neodoxomysis och familjen Mysidae. Inga underarter finns listade i Catalogue of Life.